# Metachrostis pallidior
Metachrostis pallidior är en fjärilsart som beskrevs av Embrik Strand 1917. Metachrostis pallidior ingår i släktet Metachrostis och familjen nattflyn. Inga underarter finns listade i Catalogue of Life.